# Lista över Sydkoreas presidenter
Sydkoreas president (formellt Republiken Koreas president; koreanska: 대한민국의 대통령) är landets statschef och i kraft därav högste befälhavare för Sydkoreas väpnade styrkor. Ämbetet är fastställt i Republikens grundlag som ursprungligen antogs 1948. Landet har ett presidentsystem och presidenten har därför ett stort realpolitiskt inflytande.
Presidentval, som sker vart femte år, hölls senast 2022.

## Lista över Sydkoreas presidenter
Namnen skrivna i den koreanska ordningen, det vill säga med familjenamnet först. Det är också den namnordning som oftast tillämpas på koreanska namn i svenskan.
| Nr | Romaniserat namn          | Namn med hangul | Bild | Period                                                                                                   | Partitillhörighet                                          | Partitillhörighet |
| --- | ------------------------- | --------------- | --- | --- | ---------------------------------------------------------- | ----------------- |
| 1 | Yi Syngman (Syngman Rhee) | 이승만          | | 15 augusti 1948–15 augusti 1952                                                                          | Liberala partiet                                           |                   |
| 2 | Yi Syngman                | 이승만          | | 15 augusti 1952–15 augusti 1956                                                                          | Liberala partiet                                           |                   |
| 3 | Yi Syngman                | 이승만          | | 15 augusti 1956–26 april 1960                                                                            | Liberala partiet                                           |                   |
| (T.f.) | Heo Jeong                 | 허정            | | 26 april 1960–11 augusti 1960                                                                            | Liberala partiet                                           |                   |
| 4 | Yun Bo-seon               | 윤보선          | | 12 augusti 1960–22 mars 1962                                                                             | Demokratiska partiet                                       |                   |
| 5 | Park Chung-hee            | 박정희          | | 17 december 1963–1 juli 1967                                                                             | Hannara (konservativt)                                     |                   |
| 6 | Park Chung-hee            | 박정희          | | 1 juli 1967–1 juli 1971                                                                                  | Hannara                                                    |                   |
| 7 | Park Chung-hee            | 박정희          | | 1 juli 1971–28 december 1972                                                                             | Hannara                                                    |                   |
| 8 | Park Chung-hee            | 박정희          | | 28 december 1972–28 december 1978                                                                        | Hannara                                                    |                   |
| 9 | Park Chung-hee            | 박정희          | | 28 december 1978–26 oktober 1979                                                                         | Hannara                                                    |                   |
| (T.f.) | Choi Kyu-ha               | 최규하          | | 27 oktober 1979–8 december 1979                                                                          | oberoende                                                  |                   |
| 10 | Choi Kyu-ha               | 최규하          | | 8 december 1979–16 augusti 1980                                                                          | oberoende                                                  |                   |
| 11 | Chun Doo-hwan             | 전두환          | | 1 september 1980–3 mars 1981                                                                             | Hannara                                                    |                   |
| 12 | Chun Doo-hwan             | 전두환          | | 3 mars 1981–25 februari 1988                                                                             | Hannara                                                    |                   |
| 13 | Roh Tae-woo               | 노태우          | | 25 februari 1988–25 februari 1993                                                                        | Hannara                                                    |                   |
| 14 | Kim Young-sam             | 김영삼          | | 25 februari 1993–25 februari 1998                                                                        | Hannara                                                    |                   |
| 15 | Kim Dae-jung              | 김대중          | | 25 februari 1998–25 februari 2003                                                                        | Demokratiska partiet                                       |                   |
| 16 | Roh Moo-hyun              | 노무현          | | 25 februari 2003–12 mars 2004                                                                            | Demokratiska partiet, Yeollin Uri                          |                   |
| 16 | Roh Moo-hyun              | 노무현          | Mellan 12 mars 2004 och 14 maj 2004 var Goh Kun (고건) tillförordnad president för Roh då denne ställdes inför riksrätt (men friades och tillträdde därefter igen) | |                                                            |                   |
| 16 | Roh Moo-hyun              | 노무현          | 14 maj 2004–24 februari 2008 | Demokratiska partiet, Yeollin Uri (2004-2007) Oberoende (2007-2008)                                      |                                                            |                   |
| 17 | Lee Myung-bak             | 이명박          | | 24 februari 2008–25 februari 2013                                                                        | Hannara (2008-2012) Saenuri (tidigare Hannara) (2012-2013) |                   |
| 18 | Park Geun-Hye             | 박근혜          | | 25 februari 2013–10 mars 2017                                                                            | Saenuri (2013-2016)                                        |                   |
| 18 | Park Geun-Hye             | 박근혜          | Mellan 9 december 2016 och 10 mars 2017 var Hwang Kyo-ahn (황교안) tillförordnad president för Park då denne ställdes inför riksrätt.                              | |                                                            |                   |
| Mellan 10 mars 2017 och 10 maj 2017 var Hwang Kyo-ahn (황교안) tillförordnad president då Park avsatts efter riksrättens beslut.                                |                           |                 | | |                                                            |                   |
| 19 | Moon Jae-in               | 문재인          | | 10 maj 2017–10 maj 2022                                                                                  | Demokratiska partiet, Deobureominjudang                    |                   |
| 20 | Yoon Suk-yeol             | 윤석열          | | 10 maj 2022–4 april 2025 avsatt efter riksrätt till följd av den konstitutionella krisen i Sydkorea 2024 | Folkemaktspartiet                                          |                   |
| Mellan 14 december 2024 och 4 juni 2025 var Han Duck-soo, Choi Sang-mok och Lee Ju-ho tillförordnad president då Yoon Suk-yeol stod inför riksrätt och avsatts. |                           |                 | | |                                                            |                   |
| 21 | Lee Jae-myung             | 이재명          | | 4 juni 2025–                                                                                             | Demokratiska partiet                                       |                   |